# We Five (gruppo musicale statunitense)
I We Five sono stati un gruppo musicale statunitense folk-rock, attivo negli anni sessanta a San Francisco, in California.
Il loro successo più noto è stato il remake del 1965 di You Were on My Mind di Ian & Sylvia, che ha raggiunto il numero 1 nella classifica Cash Box, # 3 nella Billboard Hot 100 e # 1 nella classifica Adult contemporary music. Il gruppo originale si sciolse dopo aver registrato il suo secondo album nel 1967, ma una band riformata produsse altri tre album tra il 1968 e il 1977.

## Discografia

### Album
| Year | Album                                          | Billboard 200 | Etichetta discografica |
| ---- | ---------------------------------------------- | ------------- | ---------------------- |
| 1965 | You Were on My Mind                            | 32            | A&M Records            |
| 1967 | Make Someone Happy                             | 172           | A&M Records            |
| 1969 | The Return of the We Five                      | –             | A&M Records            |
| 1970 | Catch the Wind                                 | –             | Vault Records          |
| 1977 | Take Each Day as It Comes                      | –             | Avi Records            |
| 2009 | There Stands the Door: The Best of the We Five | –             | Big Beat Records       |

### Singoli ed EP
| Anno | Titolo                    | Posizione in classifica | Posizione in classifica | Posizione in classifica | Etichetta discografica | Lato B                       | Album                     |
| Anno | Titolo                    | US                      | AC                      | AU                      | Etichetta discografica | Lato B                       | Album                     |
| ---- | ------------------------- | ----------------------- | ----------------------- | ----------------------- | ---------------------- | ---------------------------- | ------------------------- |
| 1965 | "You Were on My Mind"     | 3                       | 1                       | 16                      | A&M Records            | "Small World"                | You Were on My Mind       |
| 1965 | "Let's Get Together"      | 31                      | —                       | —                       | A&M Records            | "Cast Your Fate to the Wind" | Make Someone Happy        |
| 1966 | "You Let a Love Burn Out" | —                       | —                       | —                       | A&M Records            | "Somewhere Beyond the Sea"   | You Were on My Mind       |
| 1966 | "There Stands the Door"   | 116                     | —                       | —                       | A&M Records            | "Somewhere"                  | Make Someone Happy        |
| 1966 | "The First Time"          | —                       | —                       | —                       | A&M Records            | "What's Goin' On"            | Make Someone Happy        |
| 1967 | "High Flying Bird"        | —                       | —                       | —                       | A&M Records            | "What Do I Do Now?"          | Make Someone Happy        |
| 1969 | "Walk On By"              | —                       | —                       | —                       | A&M Records            | "It Really Doesn't Matter"   | The Return of the We Five |
| 1970 | "Never Going Back"        | —                       | —                       | —                       | Vault Records          | "Here Comes the Sun"         | Catch the Wind            |
| 1971 | "Catch the Wind"          | —                       | —                       | —                       | Vault Records          | "Oh Lonesome Me"             | Catch the Wind            |
| 1973 | "Natural Way"             | —                       | —                       | —                       | MGM Records            | "Seven Day Change"           |                           |